# شاخه‌های غده‌ای سرخرگ چهره‌ای
شاخه‌های غده‌ای سرخرگ چهره‌ای از سه یا چهار رگ بزرگ تشکیل شده است خون که غده‌های ناحیه دهان را تأمین می‌کنند. برخی از آن‌ها به ماهیچه‌های همسایه، گره‌های لنفاوی و استخوان هم خون‌رسانی می‌کنند.